# Chacodelphys formosa
Chacodelphys formosa är ett däggdjur i familjen pungråttor som förekommer endemiskt i norra Argentina.

## Beskrivning
Arten upptäcktes 1920 i den argentinska provinsen Formosa och hittills har den inte påträffats mer än tio gånger. På grund av dessa fynd antas att den bara lever i fuktiga skogar men ett större utbredningsområde är möjligt. I regionen omvandlas skog till jordbruksmark som är ett potentiellt hot för arten. IUCN listar den därför som sårbar (VU).
Djuret fördes först i släktet dvärgpungråttor (Marmosa) och senare listades det i andra släkten av pungråttor innan det 2004 av Voss et al. flyttades till ett eget släkte.
Chacodelphys formosa är med en kroppslängd på cirka 68 mm (huvud och bål) samt en svanslängd av ungefär 55 mm en av de minsta pungråttorna. Den skiljer sig från andra pungråttor i skallens och tändernas konstruktion. Arten har mörka ögonringar och svansens spets används inte som gripverktyg.
Exemplaren faller offer för ugglor. Beståndet hotas av landskapsförändringar. Hela populationen minskar måttlig. IUCN listar arten som nära hotad (NT).